# Dragon Ball Z - Tatta Hitori no Saishū Kessen
Dragon Ball Z: Tatta hitori no saishū kessen ～Freeza ni idonda zetto senshi Son Gokū no chichi～ (ドラゴンボールZ たったひとりの最終決戦～フリーザに挑んだZ戦士 孫悟空の父～ Tatta Hitori no Saishū Kessen ～Furīza ni Idonda Zetto Senshi Son Gokū no Chichi～?, "Una solitaria batalla final ～El padre del guerrero Z Son Gokū quien se enfrentó a Freeza～"), también conocida como La batalla de Freezer contra el padre de Goku en Hispanoamérica y El último combate en España, es un episodio especial o película de televisión del anime Dragon Ball Z, fue estrenado entre los episodios 63 y 64, el 17 de octubre de 1990.

## Argumento
Bardock, un guerrero Saiyajin de clase baja y su equipo están en una misión para masacrar a los habitantes del Planeta Kanassa. Se las arreglan para lograr esto utilizando la luna llena del planeta para transformarse en gigantescos monstruos Ōzarus. Al caer la luz del día siguiente, Bardock y su tripulación descansan y celebran su victoria, sin embargo un guerrero Kanassiano superviviente los toma muy desprevenidos y este guerrero decide darle un fuerte golpe en la nuca a Bardock, pero rápidamente los compañeros de Bardock someten al Kanassiano y de inmediato lo incineran, pero antes de morir, el guerrero Kanassiano le advierte a Bardock que desde ese momento le ha dejado un pequeño "regalo", el cual le permitira a este guerrero Saiyajin ver el terrible destino que les aguarda a toda la raza Saiyajin, como una forma de retribución por la muerte de toda su gente y que muy pronto les pasará lo mismo a ellos y se arrepentirán de todo lo que hicieron, pero Bardock no conforme por la advertencia y por el ataque previo, rápidamente elimina a guerrero Kannasiano de una vez por todas, sin embargo de forma inesperada este se desmaya por el golpe previo y queda inconsciente en el suelo, forzando a sus compañeros a llevarlo rápido a recibir atención médica. Momentos después, Bardock regresa al Planeta Vegeta para curarse y visita a su hijo pequeño, Kakarotto, que está siendo preparado para ser enviado a la Tierra con el fin de exterminar toda la vida en aquel lugar. Bardock comienza a tener visiones de Kakarotto luchando contra futuros enemigos, así como la destrucción del Planeta Vegeta a manos de Freezer, el supervisor de los Saiyajin. Bardock descarta las visiones y se une a su equipo en el Planeta Meat, solo para descubrir que la mayoría de ellos están muertos y su mejor amigo Toma está mortalmente herido. Antes de sucumbir a sus heridas, Toma revela que el escuadrón de Bardock fueron traicionados y asesinados por el secuaz del malvado Freezer, el guerrero Dodoria y sus otros soldados de élite y que además el malvado Freezer ordenó dicho ataque al escuadrón debido a que se volvió muy paranoico sobre el creciente poder de los Saiyajin. Horrorizado y enfurecido por las últimas palabras de su amigo caído, luego lucha contra los soldados de Dodoria y los derrota a todos con facilidad, sin embargo Bardock es rápidamente atacado y derrotado fácilmente por un solo ataque de Ki de Dodoria el cual sale desde su boca, pero justo cuando Dodoria se confía de haberlo eliminado, este recibe una llamada por parte de Zarbon el cual le ordena que regrese de inmediato ante Freezer, ya que se dirigen al Planeta Vegeta, por lo que Dodoria se ve forzado a abandonar el lugar, dando por muerto a Bardock. Sin embargo tan pronto como Dodoria abandona la escena, se revela que Bardock sobrevive al mortal ataque, ya que este consiguió cubrirse con los cuerpos de sus camaradas caídos, pero también queda muy malherido de gravedad. 
Ahora que se da cuenta de que Freezer tiene la intención de destruir a toda la raza Saiyajin, Bardock intenta convencer a los otros Saiyajin del peligro en el que están todos; pero sus afirmaciones son ridiculizadas e ignoradas. Bardock comienza así un asalto final de un solo hombre contra Freezer y sus hombres. Después de abrirse camino a través de los soldados de Freezer, Bardock envía una gran ráfaga de energía al propio tirano. Sin embargo, Freezer contrarresta esto con una gigantesca Death Ball, la cual momentos después lanza en contra Bardock y contra varios de sus propios soldados en dirección al planeta. Mientras Bardock es impactado por el ataque, este tiene una última visión del futuro, en donde ve a su hijo Kakarotto frente a frente con Freezer en el planeta Namek. Con la seguridad de que Kakarotto será el que derrote a Freezer en el futuro, Bardock finalmente muere feliz por ello, mientras que el resto del Planeta Vegeta es impactado por la gigantesca Death Ball de Freezer, donde momentos después el planeta explota. Después de su muerte, Bardock habla telepáticamente con Kakarotto y lo anima a que lleve a cabo su voluntad y vengue la muerte de su gente y la destrucción de su planeta natal. En el mismo momento, Kakarotto es enviado hacia la Tierra en su cápsula espacial, se despierta en el camino. En otra parte, después de haber completado una misión en un mundo lejano, Vegeta, el Príncipe de los Saiyajin, es informado por su colega Nappa de la destrucción de su planeta natal, y Freezer afirma que el planeta fue destruido por un meteoro. El orgullo de Vegeta le impide expresar su sorpresa y permanece aparentemente sin emociones. Poco después, la cápsula espacial de Kakarotto aterriza en el planeta Tierra, donde momentos después un anciano llamado Son Gohan, el cual pasaba por el área adyacente al aterrizaje, descubre al pequeño niño saiyajin llorando solo en el bosque y el anciano alegremente lo levanta en brazos para calmarlo y se ríe de pequeño al percatarse que este también tiene una cola. Momentos después el anciano Son Gohan decide adoptar al pequeño niño como su propio nieto y también lo renombra como Son Gokū.
Durante los créditos finales, se muestran las batallas de Son Goku contra el Ejército de la Red Ribbon, Ten Shin Han, el Rey Piccolo Daimaō, Piccolo, Nappa y Vegeta, culminando con una imagen de Son Goku a punto de luchar contra Freezer en el planeta Namek, con los espíritus de Bardock y su equipo mirando.

## Personajes
| - Son Gokū - Freezer - Dodoria - Zarbon | - Bardock - Vegeta - Nappa - Son Gohan (abuelo) |

### Personajes exclusivos

#### Tooma
Tooma (トーマ Tōma?); Seiyū: Kazuyuki Sogabe (América Latina: Ricardo Brust; España: Alejandro Albaiceta). Es un saiyajin que formaba parte del escuadrón de Bardock, era el mejor amigo de este. Se dedicaban a la conquista de planetas los cuales una vez conquistados eran vendidos a Freezer hasta que un día Freezer decide traicionar a los saiyans porque tenía miedo de que se rebelasen contra él, y le tiende una emboscada al escuadrón de Bardock los cuales son asesinados por los soldados Freezer. Su nombre es una deformación de la palabra en inglés para Tomate, Tomato (トマト?)

#### Selypar
Selypar (セリパ Seripa?), también conocida como Fasha; Seiyū: Yūko Mita (América Latina: Isabel Martiñón; España: María Dolores Seco). Es una mujer saiyajin que formaba parte del escuadrón de Bardock. Se dedicaban a la conquista de planetas los cuales una vez conquistados eran vendidos a Freezer, hasta que un día Freezer decide traicionar a los saiyanos porque tenía miedo de que se rebelasen contra él, y le tiende una emboscada al escuadrón de Bardock los cuales son asesinados por los soldados de Freezer. Es la única mujer que aparece transformada en Ōzaru. Su nombre es un anagrama de la palabra en inglés para perejil, Parsley (パセリ Paseri?). Es un personaje seleccionable en el videojuego Dragon Ball Z: Budokai Tenkaichi 3.

#### Toteppo
Toteppo (トテッポ?); Seiyū: Kōzō Shioya (España: Alberto Hidalgo). Es un saiyano que formaba parte del escuadrón de Bardock, es un guerrero enorme con tres cicatrices en la frente .Se dedicaban a la conquista de planetas los cuales una vez conquistados eran vendidos a Freezer, hasta que un día Freezer decide traicionar a los saiyajin porque tenía miedo de que se rebelasen contra él, y le tiende una emboscada al escuadrón de Bardock los cuales son asesinados por los soldados de Freezer. Su nombre es una deformación de la palabra en inglés para Patata, Potato (ポテト?).

#### Pumbukin
Pumbukin (パンブーキン Panbūkin?); Seiyū: Takeshi Watade (España: Manuel Duarte). Es un saiyajin que formaba parte del escuadrón de Bardock, es el tipo gordo del equipo que siempre dice "Nosotros somos los saiyajin y somos invencibles" .Se dedicaban a la conquista de planetas los cuales una vez conquistados eran vendidos a Freezer, hasta que un día Freezer decide traicionar a los saiyajin porque tenía miedo de que se rebelasen contra él, y le tiende una emboscada al escuadrón de Bardock los cuales son asesinados por los soldados de Freezer. Su nombre es una deformación de la palabra en inglés para Calabaza, Pumpkin (パンプキン Panpukin?).

#### Tooro
Tooro (トオロ?); Seiyū: Banjō Ginga (América Latina: Enrique Cervantes; España: Idilio Cardoso). Era un extraterrestre del planeta Kanassa, fue el último superviviente de su raza y le dio el poder de ver el futuro a Bardock antes de ser asesinado por este. Su nombre es una deformación de la palabra Toro (トロ?), un tipo de atún utilizado para hacer sushi.

## Música
Tema de apertura (opening)
- "Cha-La Head-Cha-La" por Hironobu Kageyama

Canción intermedia
- "Solid State Scouter" (ソリッドステート・スカウター Soriddo Sutēto Sukautā?) por TOKIO

Tema de cierre (ending)
- "Hikari no Tabi" (光の旅?) por Hironobu Kageyama & KŪKO (Waffle)

## Recepción
Chris Beveridge de Mania.com dice que "Bardock conseguir explorado un poco más es sin duda un positivo, y seguro que podría llevar a un arco a sí mismo si no más la hora de dar el punto de vista de las cosas Saiyajin pre-Freezer y aunque la primera parte de la misma." ."

## Ediciones
La cinta originalmente salió en VHS y se reeditó em DVD y Blu-ray mejorando la calidad de la cinta original, una de las reediciones incluye contenido adicional, con escenas utilizadas en la serie Dragon Ball Z, donde aparece Freezer y los Saiyans, incluyendo al rey vegeta, que no sale en la película original.